# 発出
| ウィキペディアには「発出」という見出しの百科事典記事はありません（タイトルに「発出」を含むページの一覧/「発出」で始まるページの一覧）。 代わりにウィクショナリーのページ「発出」が役に立つかもしれません。 |